# Arne Dyhrberg
Arne Stockholm Dyhrberg (født 30. juli 1921, død 8. december 1990) var en dansk konservator, administrerende direktør i København Zoo 1969-1978.
Dyhrberg boede fra 1944 til 1947 i det midtjylland. Han blev ansat hos borgmester og konservator Christian Aaboe Sørensen (1879-1960) i Vestergade 117 i Silkeborg og han blev involveret i modstandsbevægelsen.
Dyhrberg Var chefkonservator i de zoologiske museer i Bogor i Indonesien, Kuala Lumpur og Ottawa. Han gjorde adskillige ekspeditioner til Sumatra efter levende Sumatratigre og sumatranæsehorn og til Komodoøerne efter kæmpevaraner. I 1970 blev han optaget i Eventyrernes Klub.
Dyhrberg under administrerende direktør i København Zoo 1969. Under hans tid som leder blev omdannet fra aktieselskab til selvejende institution, hvilket betød, at zooet fik samme status som museer og andre kulturinstitutioner. Derefter blev han konsulent for diverse dyreparker.